# إكزافيير ميرسير
إكزافيير ميرسير (بالفرنسية: Xavier Mercier) (25 يوليو 1989 في فرنسا - ) هو لاعب كرة قدم فرنسي في مركز الوسط. لعب مع نادي بوفيه ونادي بولون ونادي غانغون ونادي كورتريك وUS Lesquin ‏.

## وصلات خارجية
- إكزافيير ميرسير على موقع رابطة كرة القدم الفرنسية للمحترفين (الإنجليزية)
- إكزافيير ميرسير على موقع قاعدة بيانات كرة القدم.إي يو (الإنجليزية)
- إكزافيير ميرسير على موقع ليكيب (الفرنسية)
- إكزافيير ميرسير على موقع Soccerway.com (الإنجليزية)
- إكزافيير ميرسير على موقع عالم كرة القدم.نت (الإنجليزية)

{{شريط تصفح تشكيلة فريق كرة قدم
|الاسم=
|اسم الفريق= نادي فيرينتسفاروشي
|القائمة=
- 1 فارغا
- 3 Stefan Gartenmann [الإنجليزية]‏
- 5 كيتا
- 7 أرزاني
- 8 بيشيتش
- 10 ليفي

{{لاعب تشكيلة فريق كرة قدم|الرقم=15|الاسم=فاني
- 16 Kristoffer Zachariassen [الإنجليزية]‏

{{لاعب تشكيلة فريق كرة قدم|الرقم=19|الاسم=فارغا
- 20 تراوري
- 22 Gábor Szalai [الإنجليزية]‏
- 23 Bence Ötvös [الإنجليزية]‏
- 24 كيهيندي
- 25 ماكريكيس
- 27 سيسيه
- 28 Toon Raemaekers [الإنجليزية]‏
- 29 سيتشي
- 30 Zsombor Gruber [الإنجليزية]‏
- 32 Aleksandar Ćirković [الإنجليزية]‏
- 33 كادو
- 44 Aaneba
- 47 أودودا
- 54 Kaján
- 63 Radnóti

{{لاعب تشكيلة فريق كرة قدم|الرقم=64|الاسم=Alex Tóth ‏
- 66 روماو
- 72 Madarász
- 75 جوزيف
- 77 B. Nagy
- 80 مايجا
- 88 رومينس
- 89 Dávid Gróf [الإنجليزية]‏
- 90 ديبوس ()
- Gabi Kanichowsky [الإنجليزية]‏
- Henrique
- Ibrahim
- مدرب: كين